# Беррієн (округ, Мічиган)
Шаблон:StateAbbr_ 41°56′ пн. ш. 86°35′ зх. д. / 41.94° пн. ш. 86.59° зх. д.
Округ  Беррієн (англ. Berrien County) — округ (графство) у штаті Мічиган, США. Ідентифікатор округу 26021.

## Історія
Округ утворений 1829 року.

## Демографія
За даними перепису 
2000 року 
загальне населення округу становило 162453 осіб, зокрема міського населення було 112782, а сільського — 49671.
Серед мешканців округу чоловіків було 78738, а жінок — 83715. В окрузі було 63569 домогосподарств, 43336 родин, які мешкали в 73445 будинках.
Середній розмір родини становив 3,01.
Віковий розподіл населення поданий у таблиці:
| Стать    | До 15 років | 15-21 | 22-29 | 30-39 | 40-49 | 50-65 | 65-85 | Понад 85 |
| -------- | ----------- | ----- | ----- | ----- | ----- | ----- | ----- | -------- |
| Чоловіки | 18110       | 7832  | 7115  | 10984 | 12264 | 12798 | 8777  | 858      |
| Жінки    | 16833       | 7699  | 7542  | 11673 | 12558 | 13596 | 11823 | 1991     |

## Суміжні округи
- Ван-Б'юрен — північ і північний схід
- Кесс — схід
- Сент-Джозеф, Індіана — південний схід
- Лапорт, Індіана — південь
- Портер, Індіана — південний захід
- Кук — захід
- Лейк — північний захід

## Виноски
1. ↑  US Decennial Census. US Census Bureau. Архів оригіналу за 26 квітня 2015. Процитовано 19 вересня 2014.
2. ↑  Historical Census Browser. University of Virginia Library. Архів оригіналу за 11 серпня 2012. Процитовано 19 вересня 2014.
3. ↑  Population of Counties by Decennial Census: 1900 to 1990. US Census Bureau. Архів оригіналу за 15 лютого 2015. Процитовано 19 вересня 2014.
4. ↑  Census 2000 PHC-T-4. Ranking Tables for Counties: 1990 and 2000 (PDF). US Census Bureau. Архів (PDF) оригіналу за 18 грудня 2014. Процитовано 19 вересня 2014.
5. ↑  State & County QuickFacts. US Census Bureau. Архів оригіналу за 6 червня 2011. Процитовано 26 серпня 2013. [Архівовано 2011-06-06 у Wayback Machine.](англ.) Наведено за англійською вікіпедією.
6. ↑  American FactFinder. Бюро перепису населення США. Архів оригіналу за 26 лютого 2012. Процитовано 31 січня 2008. [Архівовано 2008-05-21 у Wayback Machine.]

| США | Це незавершена стаття з географії США. Ви можете допомогти проєкту, виправивши або дописавши її. |